# Phaon camerunensis
Phaon camerunensis là loài chuồn chuồn trong họ Calopterygidae. Loài này được Sjöstedt mô tả khoa học đầu tiên năm 1900.